# Площадь Парижской Коммуны (Минск)

Памятник Максиму Богдановичу

Площадь Парижской Коммуны (бел. Плошча Парыжскай Камуны) — площадь в центре Минска.
Располагается на возвышенности "Троицкая гора", одноименной прилегающему скверу.

## Расположение
Площадь расположена в Центральном районе между улицами Максима Богдановича, Янки Купалы, Куйбышева и Пашкевич.

## Характеристика
На площади расположен Национальный академический Большой театр оперы и балета Республики Беларусь. Оставшуюся часть площади занимает сад, на центральной аллее которого установлен памятник белорусскому поэту Максиму Богдановичу. Вокруг площади расположены павильон Национального выставочного центра «БелЭкспо», здания городской клинической больницы № 2, Троицкого предместья, Минское суворовское военное училище. Со стороны улицы Куйбышева к площади примыкает Пионерский парк, в котором стоит памятник пионеру-герою Марату Казею.

## История
Во второй половине XVI в. на этом месте возник Троицкий базар, ставший одним из крупнейших в Минске. Площадь, занятая базаром, стала называться Троицкой площадью. В 1919 году площадь была переименована в память о Парижской коммуне 1871 года. Рынок существовал до 1933 года, когда началось возведение Государственного академического Большого театра оперы и балета БССР по проекту архитектора И. Г. Лангбарда. Театр открылся в 1938 году Во время войны здание театра не было разрушено. В 1950 г. на площади был разбит декоративный сад. В 1981 г. был открыт памятник Максиму Богдановичу в честь 90-летия со дня его рождения.

## Здания и сооружения
- № 1,  памятник архитектуры (региональный) — Национальный академический Большой театр оперы и балета Республики Беларусь